# 214P/LINEAR
La cometa LINEAR 22, formalmente 214P/LINEAR, è una cometa periodica appartenente alla famiglia delle comete gioviane. Inizialmente fu ritenuto un asteroide, ma già nelle settimane successe alla scoperta ci si accorse che era una cometa.

## Orbita
La sua orbita ha la particolarità di avere una piccola MOID col pianeta Giove, il che comporta che la cometa abbia passaggi ravvicinati con il pianeta, come quello che avverrà il 12 settembre 2045 quando i due corpi celesti transiteranno a sole 0,1348 AU di distanza. Questo passaggio ravvicinato, od altri ancora più stretti, porterà inevitabilmente ad introdurre profonde modifiche nell'orbita della cometa.